# Dungeon Hunter: Alliance
 (mars 2017).
Si vous disposez d'ouvrages ou d'articles de référence ou si vous connaissez des sites web de qualité traitant du thème abordé ici, merci de compléter l'article en donnant les références utiles à sa vérifiabilité et en les liant à la section « Notes et références ».
Dungeon Hunter: Alliance est un jeu vidéo de rôle et d'action développé par Gameloft et édité par Ubisoft en 2011 au Japon et en 2012 aux États-Unis et en Europe sur PlayStation Vita. Il est disponible au lancement de cette console portable. Il existe une version téléchargeable sur le PlayStation Store. Dungeon Hunter Alliance est un hack'n slash fantasy.
L'histoire parle d'un roi qui ressuscite pour sauver son royaume envahi par des monstres.

## Système de jeu
Au cours de l'histoire, le personnage évolue : peu d'équipements au début puis des outils de plus en plus forts. On récupère de l'expérience pour distribuer des points supplémentaires aux différentes statistiques (force, agilité, endurance...). On trouve l'équipement sur des cadavres ou dans des coffres.
Le personnage obtient et améliore différentes attaques au fur et à mesure de l'histoire. Chaque bouton correspond à une attaque et les gâchettes sont utilisées pour donner des potions à notre personnage.